# Joshua Ezeudu
Jamuike-Tomisin Ezeudu (Lawrenceville, Georgia, 19 de septiembre de 1999) más conocido como Joshua Ezeudu, es un jugador profesional estadounidense de fútbol americano, se desempeña en la posición de lineman en New York Giants, en la National Football League (NFL).

## Carrera
Fue seleccionado en la tercera ronda en la Reunión Anual de Selección de Jugadores de la NFL de 2022. Hizo su debut profesional con el equipo New York Giants, donde lleva jugando dos temporadas.